# Livio Martinelli
Livio Martinelli (Reggio nell'Emilia, 22 settembre 1923 – Reggio nell'Emilia, 4 aprile 2017) è stato un calciatore italiano, di ruolo portiere.

## Carriera
In carriera ha giocato quasi interamente nella Reggiana totalizzando 139 presenze, di cui 131 in Serie B.
Ha chiuso la carriera nel Carpi in IV Serie.